# بغداد خاتون
بغداد دخت چوپان همچنین شهرت‌یافته به بغداد خاتون (۱۲۹۶ - ۱۳۳۵م) شاهدخت خاندان چوپانی، همسر ابوسعید و ملکه همسر بود. او را از بزرگترین و بانفوذترین درباریان روزگارش در ایران دانسته‌اند که "صاحب اختیار کلی و جزئی امور" شد و سخنانش نفوذ بسیار زیادی بر ابوسعید و امیران بزرگ‌ آن روزگار داشت و تا زمان مرگ در سیاست درگیر بود. بغداد خاتون پس از درگذشت ابوسعید در سال ۷۳۶ق متهم شد که به انتقام خون پدر و برادرانش و بخاطر بی‌اعتبار کردنش بخاطر ازدواج با دلشاد خاتون، برادرزاده بغداد، دختر دمشق خواجه، سلطان ابوسعید را مسموم کرده و کشته است و لذا بعد از فاش شدن جریان قتل ابوسعید، به طور مخفیانه به فرمان آرپاخان در حمام توسط یک خادم حرم‌سرا اعدام شد.

## خانواده
بغداد خاتون در ۱۲۹۶ بدنیا آمد، او دختر امیرچوپان بود که امیر پیشرو مغول ایران در دوره ایلخانیان بود. او چهار برادر تنی داشت به نام‌های؛ حسن، دمشق خواجه، تیمورتاش و شیخ محمود، که همگی بزرگتر از او بودند. بغداد به عنوان دختری به لطافت گل با ملاحتی بی نظیر، زیبایی افسونگر و خیره‌کننده و با غروری دلچسب و مثال زدنی و استعداد عالی و مهارت چشمگیر شهرتی پرسرو صدا در ملاعام و خاص داشت و به همین خاطر خواستگارانی بی‌شمار داشت. اما امیرچوپان را رغبت به شوهر دادن وی در ایام جوانی‌اش نبود، گفته می شود حتی سلطان‌ محمد خدابنده اولجایتو (پدر ابوسعید، شوهر آینده بغداد خاتون) هم خواستگار او شد، زمانی که بغداد خاتون ۱۹ سال داشت، اما با مرگ نابهنگام اولجایتو این وصلت سر نگرفت.

## ازدواج ها

### شیخ حسن
در سال ۱۳۲۳، بغداد خاتون با امیر شیخ حسن جلایر، فرزند امیرحسین کورکان، پسر امیر آق بوقع جلایر ازدواج کرد. در سال ۱۳۲۵ ابوسعید، در بیست سالگی، عاشق بغداد شد و می خواست با او ازدواج کند، اگرچه او با شیخ حسن ازدواج کرده بود. او با واسطه از پدرش امیرچوپان درخواست کرد. در آن زمان که طبق قانون یاسا، هر زنی که توسط خان خواسته شود، باید توسط شوهرش طلاق داده شود و به حرمسرای امپراتور ارسال شود. ابوسعید که نزد مادر خود حاجی خاتون رفته بود جزئیات علاقه خود نسبت به بغداد خاتون دختر امیرچوپان را به او گفت، و در سخنان گفت: "من باید چه کنم برای بدست آوردن بغداد؟ مادر، دارم دیوانه میشوم؟" حاجی خاتون با تاکید قوانین به پسرش با یادآوری قانون یاسا گفت: یاسای چنگیزی! به موجب این قانون که جد بزرگوارمان آورده است، هرگاه سلطان یا ایلخانی بر زنی عاشق شود، همسر چنان زنی وظیفه دارد برای جلب رضایت ایلخان، زنش را طلاق دهد و مشتاقانه به خدمت ایلخان بفرستد. ابوسعید با شگفتی بسیار پرسید: "یعنی من باید یاسای چینگیزی را به اجرا بگذارم؟" حاجی خاتون پاسخ داد: "در انجام این قانون، هیچ تردیدی به خود راه مده، درنگ مکن. برای امیر شیخ حسن پیام بفرست که خواهان همسرش هستی و او باید هر چه زودتر بغداد خاتون را طلاق گوید و به سوی تو روانه کند."
از سوی دیگر، امیرچوپان که از علاقه ابوسعید به دختر خود دلی خوش نشان نداد و دستور ابوسعید در مورد دختر خود را برای گرفتن او از شوهرش شیخ حسن اطاعت نکرد. هرچند در واقع، چوپان دستورات او را آشکارا رد نکرد، اما او را به تعویق انداخت. او دختر و داماد خود را برای زمستان به قره باغ و ابوسعید را به شهر بغداد فرستاد، این کار ابوسعید را بشدت دلتنگ بغداد خاتون کرد. بعد از زمستان، چوپان هیچ پاسخی به ابوسعید نداد و برای احیای دوباره اوضاع، متوجه شد که بهترین روش این است که او خود را چند روز در دربار امپراتور غیبت کند. این امر باعث شد، وزیر گیات الملک و دیگر امیران، سلطان را علیه او برانگیخته کنند. مخالفت امیرچوپان برای طلاق دخترش از شیخ حسن، یک مانع حیاتی برای ازدواج بغداد خاتون با ابوسعید شده و باعث شد ابوسعید نسبت به او کینه‌توز شود و خصومت بین آنها رخ دهد.
وقتی چوپان عازم خراسان شد، امیرهای رقیب، ابوسعید را علیه پسر چوپان، دمشق خواجه، تحریک کردند و او را در سال ۱۳۲۷ اعدام کردند. بعد از اعدام پسرش، امیرچوپان با ملامت فراوان درباره ابوسعید صحبت کرد و در نبرد با سربازان او کشته شد.

### ابوسعید
بعد از اعدام امیرچوپان، هیچ مانعی برای ازدواج ابوسعید با بغداد وجود نداشت. این بار قاضی را فرستاد تا از شوهر بغداد خاتون، شیخ حسن بخواهد تا هر چه سریع بغداد را روانه حرمسرا کند. بغداد از شیخ حسن طلاق گرفت و ابوسعید او را به همسری گرفت. پس از ازدواج، بغداد خاتون‌ از اعتبار، امتیازات و اختیارات‌ فراوان‌ برخوردار شد و بر سلطان‌ نیز تسلط کامل‌ داشت‌ و یک زندگی پرمشغله و باشکوه درباری را دارا شد. او شروع به مشارکت فعال و جدایی‌ناپذیر در کلیه امور روزمره اداری و مالی کرد. بغداد خاتون‌ در کمال‌ توانایی‌، رتق و فتق امور مملکتی و حل مشکلات عدیده اجتماعی و اخلاقی و صدور حکم مرگ یا زندگی و عزل‌ یا نصب‌ سران‌ مملکت‌ و گرفتن‌ اموال‌ و بخشیدن‌ مال‌ را به راحتی انجام می‌داد. او همچنین نفوذ بسیاری در بین برخی از امیران و سرداران عالی‌رتبه ابوسعید داشت. همچنین ابوسعید امتیازات آزاد تجاری بسیار غنی به او داد، این بدان معناست که او علاوه بر آزادی کامل و عشق و اعتماد مطلق ابوسعید و قدرت سیاسی شگفت‌انگیز، منابع اقتصادی بسیار غنی و قدرتمندی نیز داشت. 
او با وزیر غیاث الدین محمود رشیدی در امور سیاسی بسیار موثر بود. موقعیت و نفوذ رو به رشد بغداد به حدی بود که بدخواهان بسیاری در دربار بدست آورد، چنان‌که‌ کوشش‌های‌ برخی‌ از امرای‌ سلطان‌، مانند نارین‌ طغای‌ حکمران‌ خراسان‌ و تاش‌ تیمور برای‌ از بین‌ بردن‌ بغداد خاتون‌ به‌ جایی‌ نرسید و در عوض‌ بغداد خاتون‌ ابوسعید را بر ضد آنان‌ تحریک‌ کرد و به‌ فرمان‌ سلطان‌ (یا بغداد خاتون) آنها را به‌ قتل‌ رساندند. بغداد همچنین انتقام پدر و برادرش را گرفت. با استفاده از این فرصت، دشمنان پدر و برادرانش را اعدام کرد. حاجی خاتون، مادر بانفوذ ابوسعید، بسیار حسود نسبت به بغداد خاتون بود و بغداد را یک رقیب سرسخت و قوی برای نفوذ خود بر ابوسعید و تنها مانع اقتدار خود در دربار می دانست و هر فتنه و نقشه ای را که احتمال کاهش اقتدار چوپانیان و بغداد خاتون می‌شد را پشتیبانی می‌کرد.
بغداد خاتون بخاطر اقتدار و نفوذ بسیار عظیمی که هم بر ابوسعید و هم‌ بر امپراتوری داشت، لقب خداوندگار (ارباب بزرگ) را دریافت کرد. بغداد خاتون با استفاده از قدرت قابل ملاحظه خود مانع از ازدواج بیوه چوپان کورودچین خاتون با مالک غیاث الدین هرات شد که پدرش را در سال ۱۳۲۷ به قتل رسانده بود و در عوض قاصدی را با حکم اعدام فرستاد تا مالک‌ غیاث الدین را بر ضرب چاقو بکشد. او همچنین توانسته بود با نامادری اش ساتی بیگ خاتون و پسر ساتی، سورگان رفتار محترمانه ای داشته باشد.
در سال ۱۳۳۲، عده‌ای‌ که‌ بر نفوذ و اقتدار رو به رشد و بسیار بغداد خاتون‌ رشک‌ می‌بردند، او را متهم‌ کردند که با همسر سابقش شیخ حسن به طور مخفیانه ملاقات کرده و حتی آنها برای کشتن ابوسعید برنامه ریزی می‌کنند. ابوسعید چنان‌ برآشفت‌ که‌ حکم‌ قتل‌ شیخ‌ حسن‌ را صادر کرد، اما به‌ خاطر مادر شیخ‌ - که‌ عمه ابوسعید بود - از آن‌ رأی‌ بازگشت‌. اما این رویداد قدرت آنها را محدود کرد و شیخ حسن به عنوان فرماندار آناتولی منصوب شد. بغداد خاتون‌ پس‌ از این‌ ماجرا که مدتی‌ اعتبار و نفوذ خود را از دست‌ داد، اما یک سال بعد، چون‌ آشکار شد که‌ این‌ داستان‌، تهمتی‌ بیش‌ نبوده‌ است‌، مقام‌ و جایگاه‌ سابق‌ را باز یافت‌. در این مدت، ابوسعید عاشق دلشاد خاتون، برادرزاده بغداد، دختر دمشق‌ خواجه‌ و نوه چوپان شد. 
ابوسعید بعد از این که شایعه رابطه بغداد با شوهر سابقش حسن را شنیده بود، از او جدا شد و در سال ۱۳۳۳ با دلشاد ازدواج کرد. بغداد خاتون به همین خاطر برای مدتی قدرت و اقتدار خود را تا حد زیادی از دست داد. اما چون آشکار شد که او هیچ ارتباطی با شیخ حسن ندارد، نظر، لطف و عنایت کامل ابوسعید را دوباره دریافت کرد و باز به عنوان عیال و محرم ابوسعید بازگشت و باز در دربار بسیار قدرتمند شد و خانه او باز هم محل رفت و آمد امیران و رجال دولتی شد و او دوباره در امور رأی‌ و نظر می‌داد و توانست باز به ابوسعید مشاوره سیاسی ارائه دهد و در رابطه با صاحب منصبان  دیوان و لشکر تاثیرگذار باشد، اما با این وجود نفوذ بی‌حد و بی‌بدیل سابق را بر ابوسعید و امپراتوری او نداشت، این بخاطر عشق زیاد ابوسعید نسبت به دلشاد بود، که رقیب جدید بغداد برای کسب محبت ابوسعید بود. 
در پایان عمر، ابوسعید از همسران خود راضی نبود، حتی بغداد خاتون هم با این وجود که هنوز خیلی محبوب ابوسعید بود، ولی نتوانست رضایت و خوشحالی کامل او را مثل سابق جلب کند، اما سلطان به طور آشکار، دلشاد را نیز بسیار زیاد دوست داشت و حتی از او کاملاً راضی و خوشحال بود؛ زیرا دلشاد یک زن ایده آل و طابع شوهر و بسیار مهربان، خوش‌رفتار و آرام بوده، اما بغداد در مقابل ابوسعید سرکش و بسیار مغرور، متکبر و مداخله‌گر بود. بنابراین، بغداد خاتون که در ابراز محبت و عشق ابوسعید به درجه دوم کاهش یافته بود، بسیار ناراضی شده و رشک ورزید و دیوانه‌وار حسود شد و سبب‌ گشت‌ که‌ یک سال بعد در سال ۱۳۳۵، ابوسعید را تدریجاً با زهر به‌ هلاکت‌ رساند.

## مرگ
ابوسعید از عوارض مسمومیت در هنگام لشکرکشی به ناحیه دیاربکر درگذشت، با مرگ نابهنگام او موضوع جانشینی با رقابت امیران و سرداران او شدت گرفت. چون‌ از نسل‌ ابوسعید فرزندی‌ نمانده‌ بود، خود او پیش‌ از وفات‌، آرپاخان‌ را به‌جانشینی‌ انتخاب‌کرد. بغداد خاتون‌ با این‌ انتخاب‌ مخالف‌ بود و هرگز به‌ اطاعت‌ آرپاخان‌ گردن‌ ننهاد و آشکارا با دیدِ خواری در او می‌نگریست. بنابراین بغداد که او را به عنوان حاکم جدید به رسمیت نمی‌شناخت در تلاش برای رهایی از او با برخی از امیران و سران عالی‌مقام مملکت که همواره نفوذ بسیاری را بر آنان دارا بود همدست و قصد جابجایی سلطنت به نفع شخصی مناسب‌تر را داشت. همین‌ امر سبب‌ شد که‌ آرپاخان بیمناک از دخالت‌ها و توطئه‌های امیران به رهبری بغداد خاتون‌ سلطنت‌ خود را استوار نبیند. در این‌ میان‌ برخی‌ از مغرضان‌ و حسودان به‌ بدگویی‌ از بغداد خاتون‌ پرداختند و او را به‌ قتل‌ سلطان‌ ابوسعید متهم‌ کردند و گفتند که‌ مخفیانه‌ ازبک‌ خان‌ را به‌ لشکرکشی‌ به‌ ایران‌ تشویق‌ می‌کند. آرپا خان‌ به‌ همین‌ بهانه‌ حکم‌ قتل‌ او را به طور پنهان صادر کرد و خواجه‌ لؤلؤ، یکی‌ از بزرگان‌ امرا، حکم را اجرا کرده و در حمام‌ و با ضربات‌ چوب‌ بغداد خاتون را از پای‌ درآورد.